# Vasconcellea sphaerocarpa
Vasconcellea sphaerocarpa är en tvåhjärtbladig växtart som först beskrevs av Garcia-barr. och Hern. Cam., och fick sitt nu gällande namn av Victor Manuel Badillo. Vasconcellea sphaerocarpa ingår i släktet Vasconcellea och familjen Caricaceae. Inga underarter finns listade i Catalogue of Life.